# Bundesbeirat für Integration
Der Bundesbeirat für Integration war ein Gremium zur Unterstützung und Beratung des bzw. der Beauftragten der Bundesregierung für Migration, Flüchtlinge und Integration bei der Erfüllung seiner bzw. ihrer Aufgaben. Vorsitzende war Staatsministerin Maria Böhmer, Integrationsbeauftragte der Bundesregierung.

## Einrichtung
Vor dem dritten Integrationsgipfel der Bundesregierung im November 2008 kritisierten 17 Migrantenverbände die bisherige Umsetzung des Nationalen Integrationsplans und forderten die Einrichtung eines Bundesbeirats für Integration. Der Verein Türkische Gemeinde in Deutschland hatte den Bundesbeirat gefordert und darauf verwiesen, dass ein solcher Beirat bereits beim Bundesamt für Migration und Flüchtlinge (BAMF) existierte und bei der letzten Reform des Zuwanderungsgesetzes aufgelöst worden war. Die Forderung, einen Bundesbeirat für Integration einzurichten, wies Böhmer im Oktober 2008 noch zurück. Im schwarz-gelben Koalitionsvertrag von 2009 wurde die Einrichtung eines „Bundesbeirates für Integration“ vereinbart. Wie dieser Bundesbeirat besetzt wird, blieb im Vertrag allerdings unklar.
Der schließlich im Januar 2011 errichtete Beirat erhielt eine eigene Geschäftsstelle unter dem Dach des Bundeskanzleramtes im Arbeitsstab der Integrationsbeauftragten mit einem Etat von 260.000 Euro.

## Mitglieder und Beschlussfassung
Der Beirat bestand aus 32 berufenen Mitgliedern, darunter 10 aus Migrantenselbstorganisationen:
- Bundesarbeitsgemeinschaft der Immigrantenverbände, BAGIV e.V.
- Türkische Gemeinde in Deutschland e.V.
- Intercomites (italienische Migranten und Migrantinnen)
- Verband Griechischer Gemeinden in der BRD e.V.
- Bund der spanischen Elternvereine in Deutschland e.V.
- Kroatischer Weltkongress in Deutschland e.V.
- Zentralrat der Serben in Deutschland e.V.
- Club Dialog e.V. (russischsprachige Migranten und Migrantinnen)
- Bundesverband Deutsch-arabischer Vereine
- Landesnetzwerk der Migrantenselbstorganisationen Sachsen-Anhalt

Dem Beirat gehörten auch Vertreter bzw. Vertreterinnen der kommunalen Spitzenverbände, von Stiftungen, der Bundesagentur für Arbeit, der Arbeitgeber und Gewerkschaften, des Sports, der Freien Wohlfahrtspflege sowie der Kirchen und Religionsgemeinschaften an. Außerdem sollten Wissenschaft und Forschung vertreten sein, während auch einzelne Persönlichkeiten berufen werden konnten. Einen ständigen Gaststatus hatten der oder die Vorsitzende des Innenausschusses des Deutschen Bundestages, der oder die Vorsitzende der Integrationsministerkonferenz sowie ein Vertreter beziehungsweise eine Vertreterin des Bundesinnenministeriums.
Der Beirat fasste seine Beschlüsse mit Zweidrittelmehrheit der anwesenden Mitglieder. Offizielle Verlautbarungen des Beirats erfolgten durch die Vorsitzende.

## Kritik
Während vom Deutschen Kulturrat das Fehlen von Kulturverbänden im Bundesbeirat bedauert wurde, bemängelten Kenan Kolat, Vorsitzender der Türkischen Gemeinde in Deutschland, der Grünen-Politiker Memet Kilic und die linke Politikerin Sevim Dagdelen, dass der Beirat lediglich die Arbeit der Integrationsbeauftragten unterstützen solle, die ja selbst keinerlei Entscheidungskompetenzen besitze. Der Landesintegrationsrat Nordrhein-Westfalens kritisierte, dass sich unter den zehn Migrantenvertretern kein Mitglied aus den gewählten Integrations- und Ausländerbeiräten oder deren Bundes- und Landesverbänden wiederfand.